# Rosius Regulus
Rosius Regulus war ein römischer Suffektkonsul im Jahr 69.
Für den im Kampf gegen Vespasian umgekommenen Konsul Fabius Valens war kein Nachfolger ernannt worden. Kaiser Vitellius wollte allerdings Aulus Caecina Alienus ersetzen, den er für seine Niederlagen verantwortlich machte. Deshalb ernannte er einen neuen Konsul, obwohl Caecinas Amtszeit bereits fast zu Ende war. Seine Wahl fiel auf Rosius Regulus, einen engen Vertrauten, den Zeitgenossen als Speichellecker ansahen und der am 31. Oktober 69 nur für einen Tag das Konsulat bekleidete. Diese außergewöhnlich kurze Amtszeit machte Regulus zur Zielscheibe des stadtrömischen Spotts.
„Die Kenner bemerkten, dass noch nie zuvor ohne Absetzung eines Magistrats oder ohne gesetzliche Regelung ein anderer als suffectus ernannt worden war; denn Konsul für einen Tag war zuvor Caninius Rebilus unter der Diktatur von Gaius Caesar gewesen, als die Belohnungen des Bürgerkriegs eilig verteilt wurden.“